# Valencia (keresztnév)
A Valencia latin eredetű női név, jelentése erős, egészséges.

## Gyakorisága
Az 1990-es években szórványos név, a 2000-es években nem szerepel a 100 leggyakoribb női név között.

## Névnapok
- július 25.[2]